# Летни олимпийски игри 1900
Вторите летни олимпийски игри се провеждат в Париж, Франция, от 14 май до 28 октомври 1900 г.
Единственият друг кандидат за домакинство е Атина поради усилията на гърците да задържат игрите на тяхна територия. Олимпиадата е организирана от Пиер дьо Кубертен като част от ЕКСПО 1900, което също се е провело в Париж. Директорът на панаира – Алфред Пикард, не одобрява и критикува идеята на Кубертен, смятайки игрите за ненужно усложнение. За пръв път олимпийски спортове стават някои от класическите дисциплини в днешните олимпиади – футбол, ветроходство, стрелба с лък и гребане.
За пръв път на олимпийски игри се състезават жени. Те участват само в голфа и тениса.
Повечето от шампионите не получават медали, а купи, трофеи или по-незначителни награди като портмонета или дъждобрани.

## Важни моменти
- Американецът Алвин Крайнзлайн печели състезанията на 60, 110 и 220 метра бягане с препятствия и скок на дължина. При последното състезание е ударен неспортсменски от съперника си Майер Принщайн.

- Първата жена олимпийска шампионка е американката Шарлот Купър, която печели състезанието в тениса.

- Американецър Рей Еури печели олимпийски медали в две вече несъществуващи дисциплини, една от които е скок от място на височина.
- В гребането някои от професионалистите са заменени с деца. Тяхната възраст не е уточнена, но се смята, че те са били най-младите спортисти, участвали на олимпиада.

- Най-голям е олимпийският отбор на Франция, който печели и най-много медали.

- Игрите продължават екстремно дълго – над пет месеца.

- Шампионът по хвърляне на диск – унгарецът Рудолф Бауер, хвърля два пъти диска си в публиката.

## Медали
| Витрина |                |       |        |       |      |
| Място   | Държава        | Злато | Сребро | Бронз | Общо |
| 1       | Франция        | 26    | 41     | 34    | 92   |
| 2       | САЩ            | 19    | 14     | 14    | 47   |
| 3       | Великобритания | 15    | 6      | 9     | 30   |
| 4       | Смесен отбор   | 6     | 3      | 3     | 12   |
| 5       | Швейцария      | 6     | 2      | 1     | 9    |
| 6       | Белгия         | 5     | 5      | 5     | 15   |
| 7       | Германия       | 4     | 2      | 2     | 8    |
| 8       | Италия         | 2     | 2      | 0     | 4    |
| 9       | Австралия      | 2     | 0      | 3     | 5    |
| 10      | Дания          | 1     | 3      | 2     | 6    |

## Олимпийски спортове
| - Ветроходство - Плуване - Водна топка - Стрелба с лък - Лека атлетика - Ръгби - Пелота - Колоездене - Фехтовка - Футбол |  | - Голф - Гимнастика - Поло - Крокет - Академично гребане - Тенис - Дърпане на въже - Конен спорт - Крикет - Стрелба |

### Неофициални надпревари
Това е списък на състезанията, които също е можело да бъдат наблюдавани, но за победителите не са връчвани официални медали.
- Риболов
- Състезание с балони
- Боулс (включва петанк и други подобни игри)
- Стреляне с топ
- Гасене на огън
- Състезания с хвърчила
- Спасяване на живот
- Long paume
- Автомобилни състезания
- Мотоциклетизъм
- Състезания с обучени гълъби
- Водни моторни спортове

## Страни, взели участие
- Австрия
- Австралия
- Канада
- Куба
- Франция
- Германия
- Великобритания
- Гърция
- Унгария
- ЮАР
- Румъния
- САЩ
- Дания
- Бохемия
- Индия
- Италия
- Мексико
- Испания
- Русия
- Норвегия
- Швеция
- Холандия

Според някои източници на игрите са участвали и:
- Хаити
- Иран
- Люксембург
- Перу

България не взима участие.